# Paul Krôn
 (juillet 2025).
Paul Krôn  (ou Paul Kron), né le 18 mars 1869 à Besançon (Doubs) et mort à Paris le 17 janvier 1936, est un artiste-peintre français.

## Biographie
Peintre de l’École française, rattaché par René Huyghe au courant qui joint le fauvisme à l’impressionnisme, mais qui resta toujours très indépendant, Paul Krôn, « technicien de la couleur aux touches claires et fulgurantes », est l’auteur d’une œuvre riche et dense qui comportait à sa mort quelques centaines de paysages, de marines, de natures mortes, de sujets religieux et de très nombreux dessins. Plusieurs critiques d’art du XXe siècle, et non des moindres, l’ont placé parmi les grands artistes de l’époque en exaltant chez lui le « peintre de la lumière ».

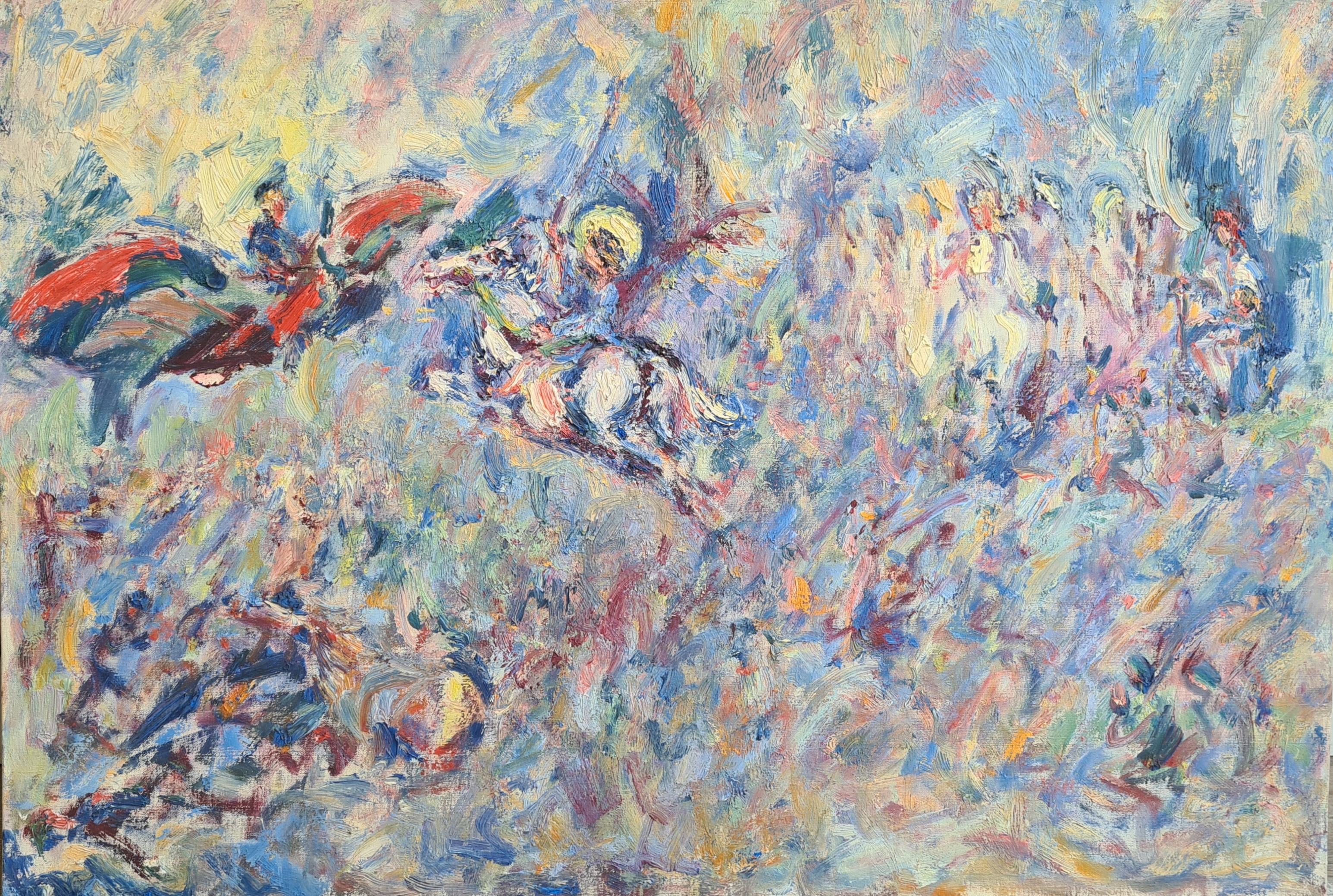
Paul Krôn, Saint Georges et le dragon, huile sur toile, vers 1920. Collection particulière.

Né le 18 mars 1869 à Besançon, en Franche-Comté, de père alsacien et de mère champenoise, il avait huit ans quand sa famille vint habiter Lyon. Âgé de douze ans à la mort de son père, il dut quitter l’école et commencer à travailler. À treize ans, il se fractura la jambe en sautant dans un train en marche. Il mit à profit une longue période de convalescence pour reprendre ses études. La souffrance physique et l’impossibilité de se mêler aux jeux de son âge exercèrent sur lui, même après sa guérison, une profonde influence. Très vite, le goût du dessin lui était venu et on ne devait plus jamais le voir sans un petit bout de crayon dont il se servait sans relâche.
Il avait seize ans quand il quitta Lyon avec sa mère pour Marseille. Vendeur dans un magasin de confection pour hommes, il faisait des dessins pour décorer les étiquettes et fut remarqué par le peintre Adolphe Monticelli, dont l’œuvre fut une des grandes influences de Vincent Van Gogh. C’est de Monticelli que Paul Krôn reçut le conseil de n’avoir pour maître que la nature et de beaucoup travailler, conseils qu’il suivit scrupuleusement.

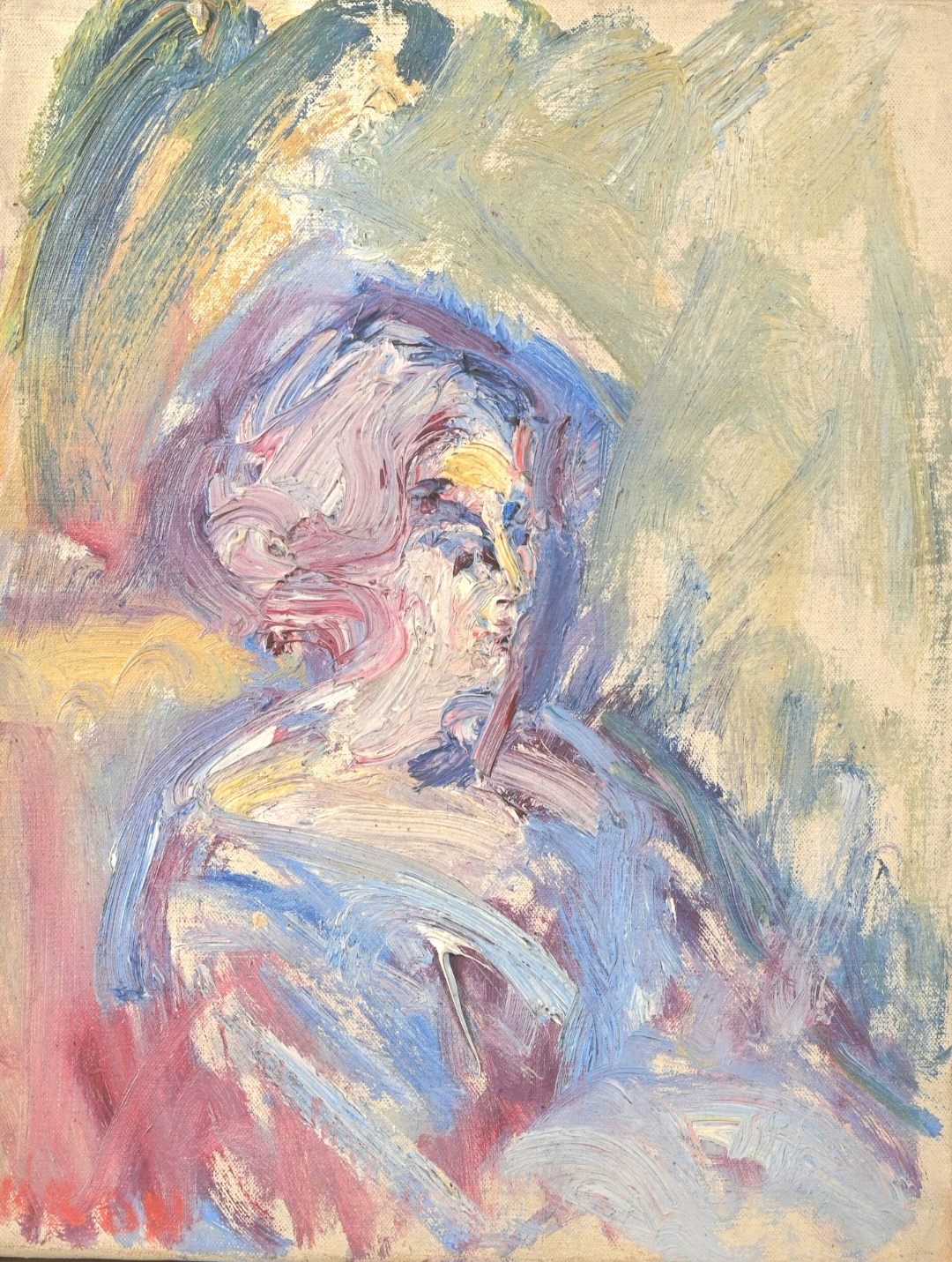
Paul Krôn, La Sieste, huile sur toile, vers 1930. Collection particulière.

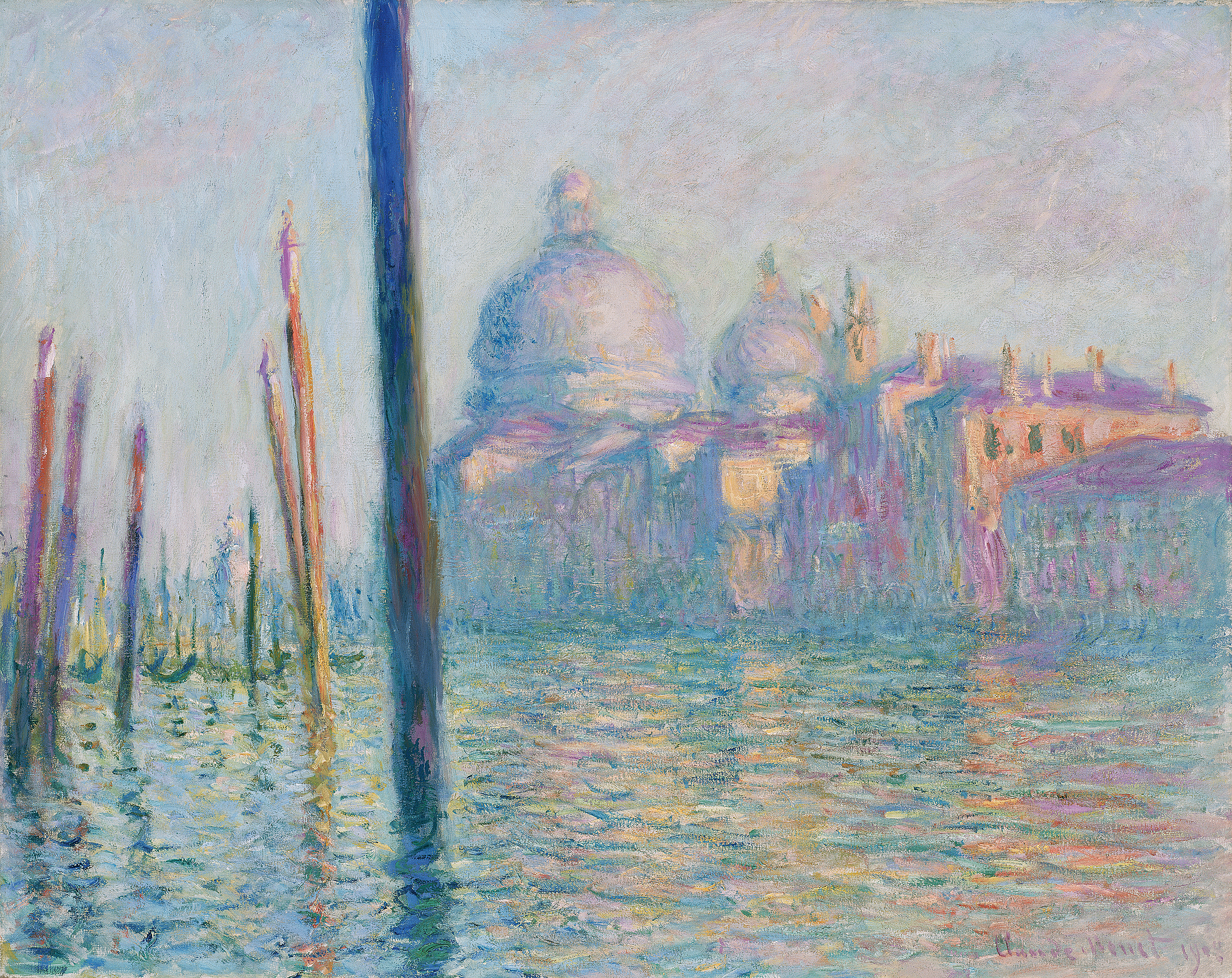
Claude Monet, Le Grand Canal, huile sur toile, 1908. Musée des beaux-arts de Boston.

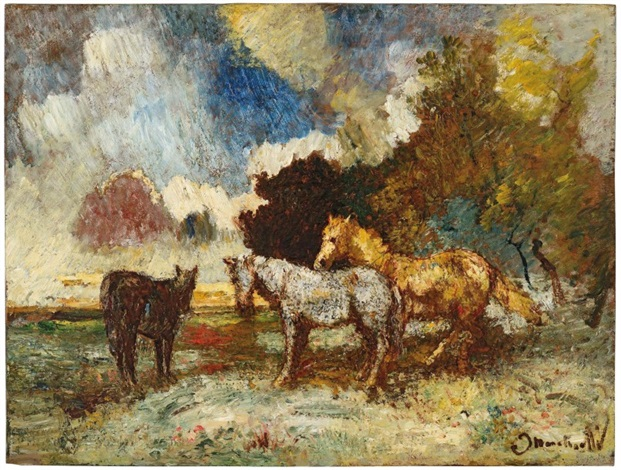
Adolphe Monticelli, Chevaux camarguais, huile sur toile. Collection particulière.

Son rêve était de monter à Paris et d'y devenir peintre, mais c'est après cinq ou six années passées à Marseille qu’il décida sa famille à s'installer dans la capitale. Ayant débuté dans le secteur de l’industrie, il consacrait alors tous ses instants de liberté à la peinture et à sa famille. Travaillant en solitaire et cultivant un vif sentiment d'indépendance, il n’appartint jamais à aucun groupe artistique. Ses influences diverses, nourries d’impressionnisme, de fauvisme et d’expressionnisme, tout comme sa maitrise, en font un artiste reconnu parmi les plus inventifs de son temps.
À 32 ans, il épousa une jeune fille de Reims, héritière du Grand Magasin. Il fut, d'après le baron Empain, l'un des meilleurs vendeurs de produits métallurgiques jamais rencontrés, ainsi que le meilleur marchand de faïence à Paris.
L’art occupa progressivement une place prépondérante dans sa vie avant de l'accaparer totalement. Il se mit à collectionner les faïences et son goût, très sûr, en fit bientôt l’un des connaisseurs incontestés de Paris où il ouvrit un magasin. Ses jours de liberté furent consacrés entièrement à la peinture. De chaque sortie, il revenait avec une toile achevée en plein air, que jamais il ne retouchait en atelier. Le travail d’intérieur était réservé aux natures mortes, aux portraits et à des études.
Durant les années 1930, plusieurs expositions mirent en avant son travail et lui donnèrent une reconnaissance sérieuse et solide. Deux, les plus importantes, eurent lieu en juin et novembre 1933 à la galerie Bernheim-Jeune, haut lieu de l'art moderne, qui consacra la même année une exposition à Pierre Bonnard ainsi qu'à Albert Marquet et Maurice de Vlaminck. Une autre exposition Paul Krôn eut lieu à la galerie Eugène Blot en juin et juillet 1935.
Le 17 janvier 1936 à Paris, il succomba à une maladie dont il avait souffert pendant plusieurs années, mais qui ne l’avait pas empêché de peindre jusqu’à la veille de sa mort avec plus d’exaltation que jamais.
Sa remarquable collection composée d’un millier de pièces de Delft, d’italiens et d’autres faïences, céramiques ou porcelaines se retrouve aujourd'hui dans certaines institutions publiques.

## Œuvre
Son œuvre comprend principalement des paysages, des natures mortes, des marines, des églises, des sujets religieux, des portraits et de nombreux dessins.
Il faut signaler tout particulièrement une suite de quatre grands tableaux peints en 1932 sur les places et monuments de Paris : Notre-Dame vue du square René Viviani, Place de la Concorde, Place de l'Opéra et L'Arc de triomphe place de l'Étoile, ainsi que Saint Georges et le dragon, une des ses toiles les plus singulières.
Parfait exemple de son postimpressionnisme lumineux, Krôn utilise pour Saint Georges et le dragon une touche épaisse et vibrante, intensifiant la théâtralité du duel qu'il représente en le décentrant, ce qui confère à l’ensemble une tension dramatique, une instabilité. Ce recours à un sujet héroïque et symbolique succède à la Grande Guerre et évoque la lumière contre l'obscurité, la foi contre le chaos. Sous le dragon, chargé d'un « pilote » et dont la silhouette peut évoquer certains aéroplanes de la guerre de 1914-1918, figure une scène de charge bruissante et violente. Derrière saint Georges, le Christ et ses disciples forment un groupe source de lumière. On remarque, derrière eux, une maternité, symbole de renouveau et d’espoir. Dans le bas droit un homme et une femme en prière opposent leur sérénité à la fureur de la scène de combat qui leur fait face. Par sa réinterprétation, Paul Krôn ne cherche pas à illustrer simplement la légende médiévale, mais propose une lecture contemporaine de l’affrontement entre le chaos et l’espérance. Il transforme un récit ancien en allégorie de son temps. Saint Georges et le dragon devient ainsi le reflet d’un monde ébranlé par la guerre, mais toujours capable de croire en l'avenir.

Plusieurs tableaux de Paul Krôn figurent au Musée d’Art Moderne de Paris (Chrysanthèmes), au Musée de l’Île-de-France (L’Île Seguin, 1928) et dans les collections du Centre national des arts plastiques (Bateau au Pyla, 1933 et La Roulotte). 

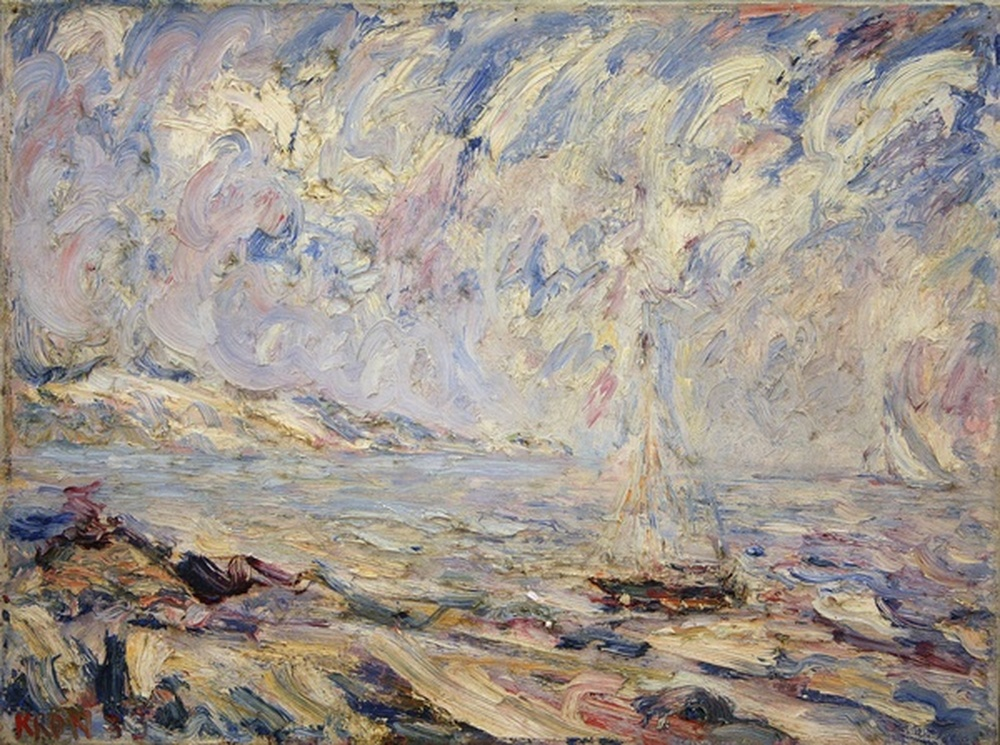
Paul Krôn, Bateau au Pyla, huile sur toile, 1933. Centre national des arts plastiques.
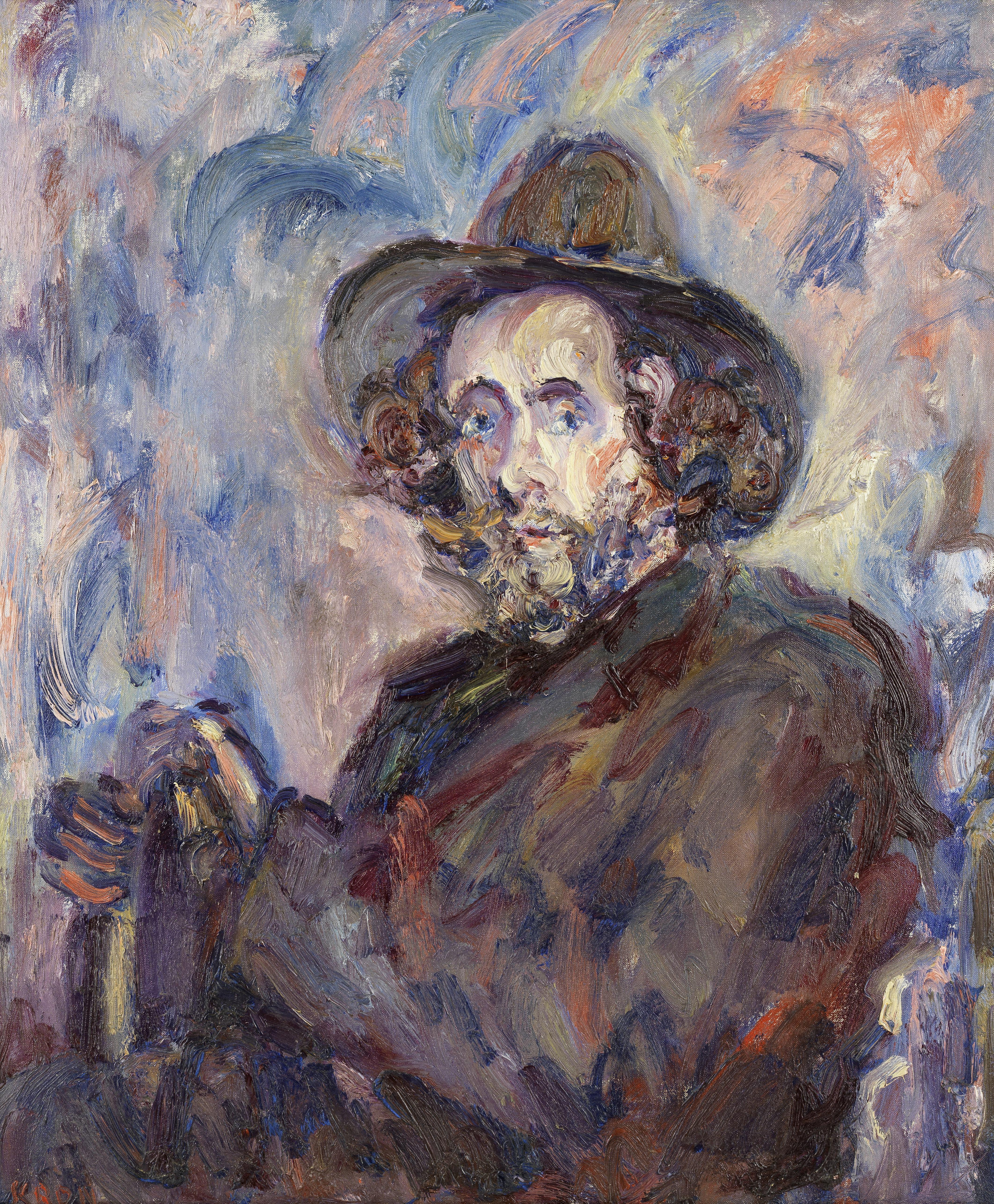
Paul Krôn, L'homme au chapeau, huile sur toile. Collection particulière.
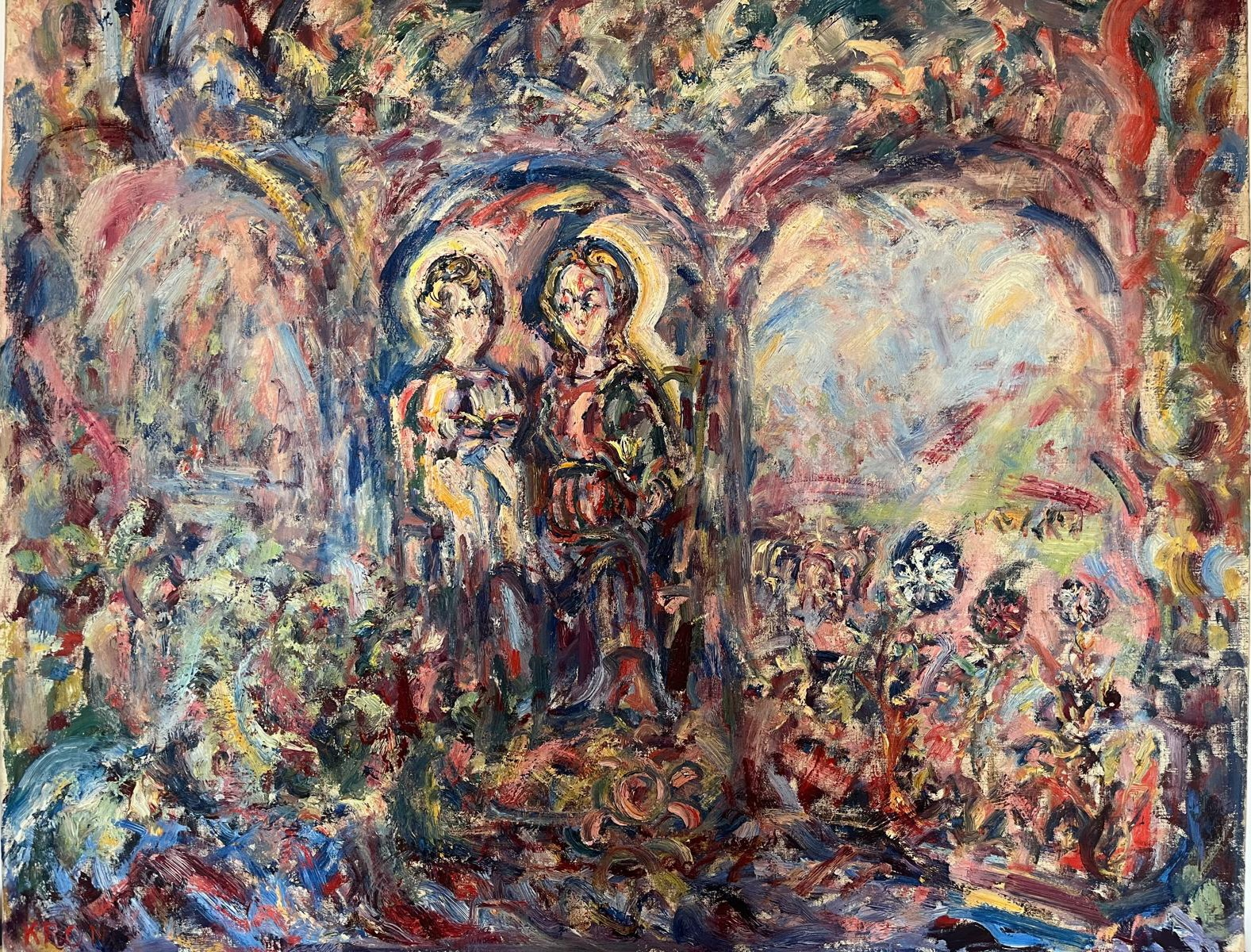
Paul Krôn, Vierge à l'enfant, huile sur toile. Collection particulière.
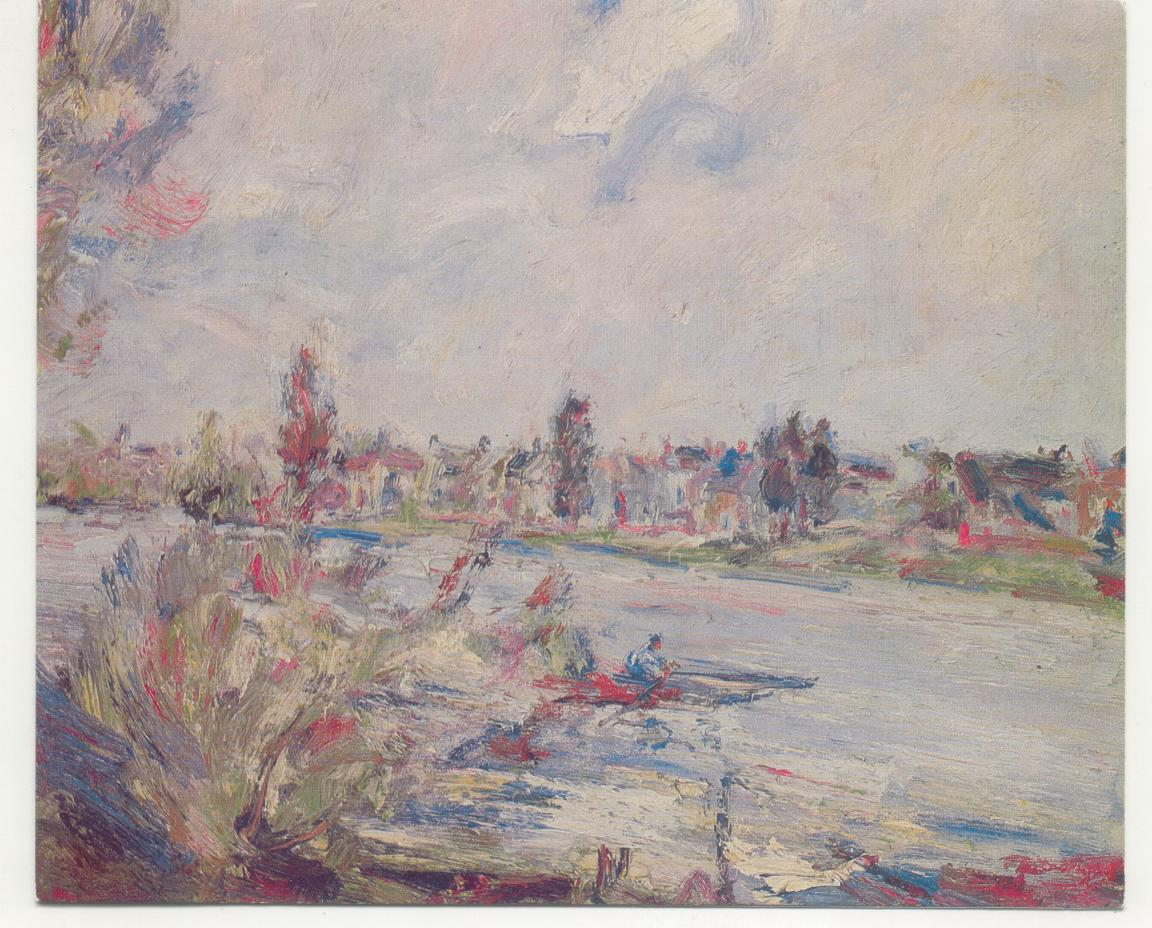
Paul Krôn, Paysage de rivière, huile sur toile. Collection particulière.
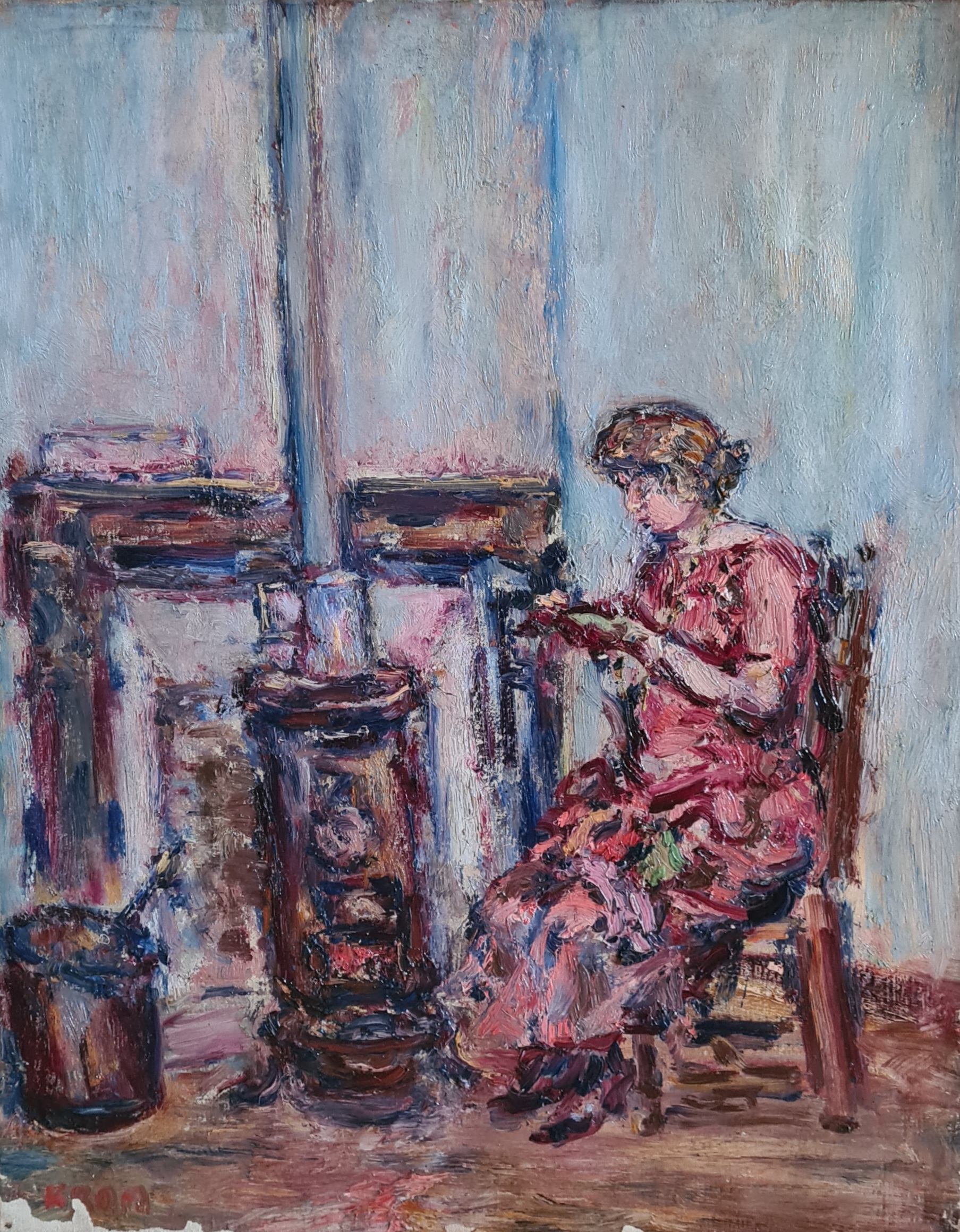
Paul Krôn, Femme au poêle, huile sur toile. Collection particulière.
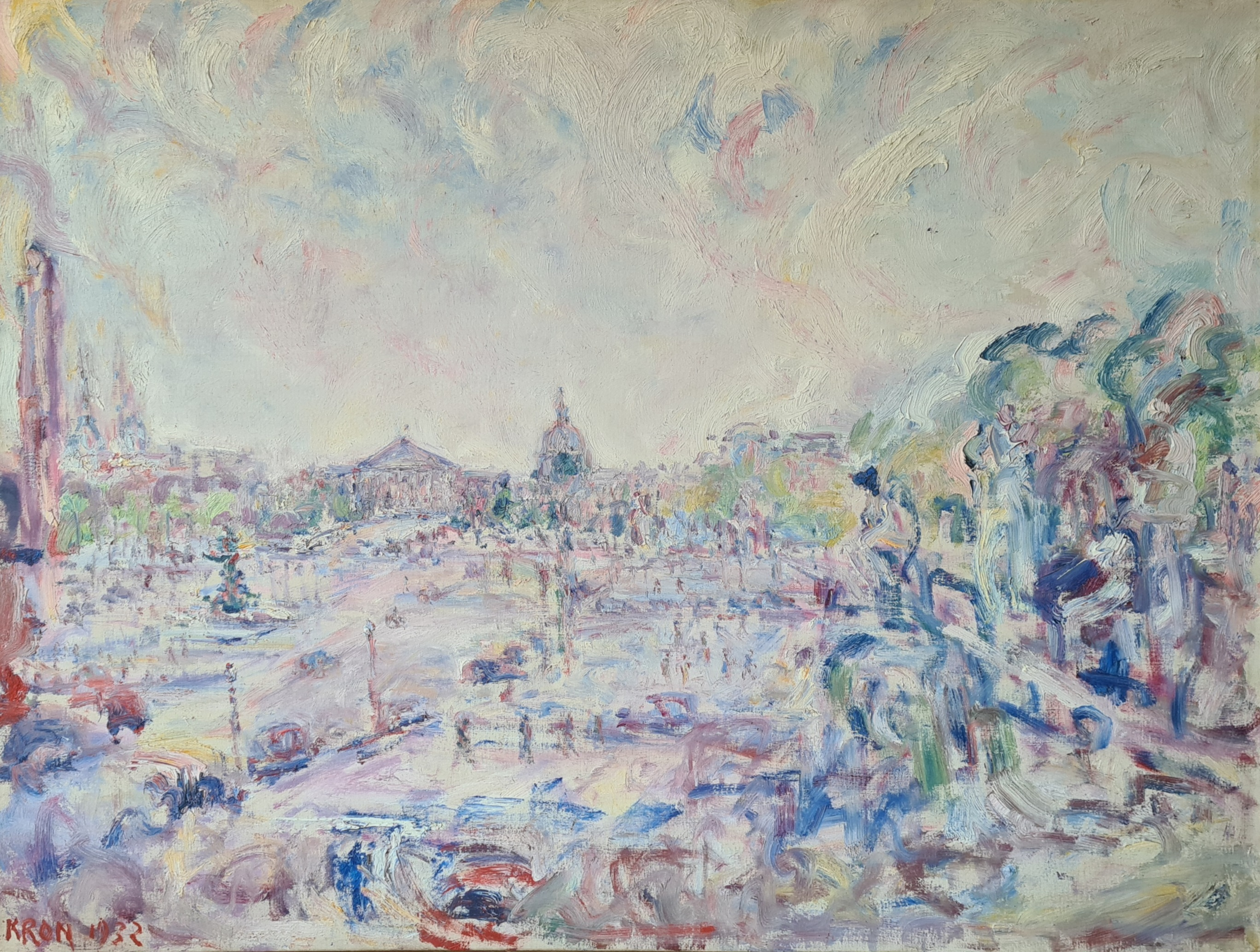
Paul Krôn, Place de la Concorde, huile sur toile, 1932. Collection particulière.
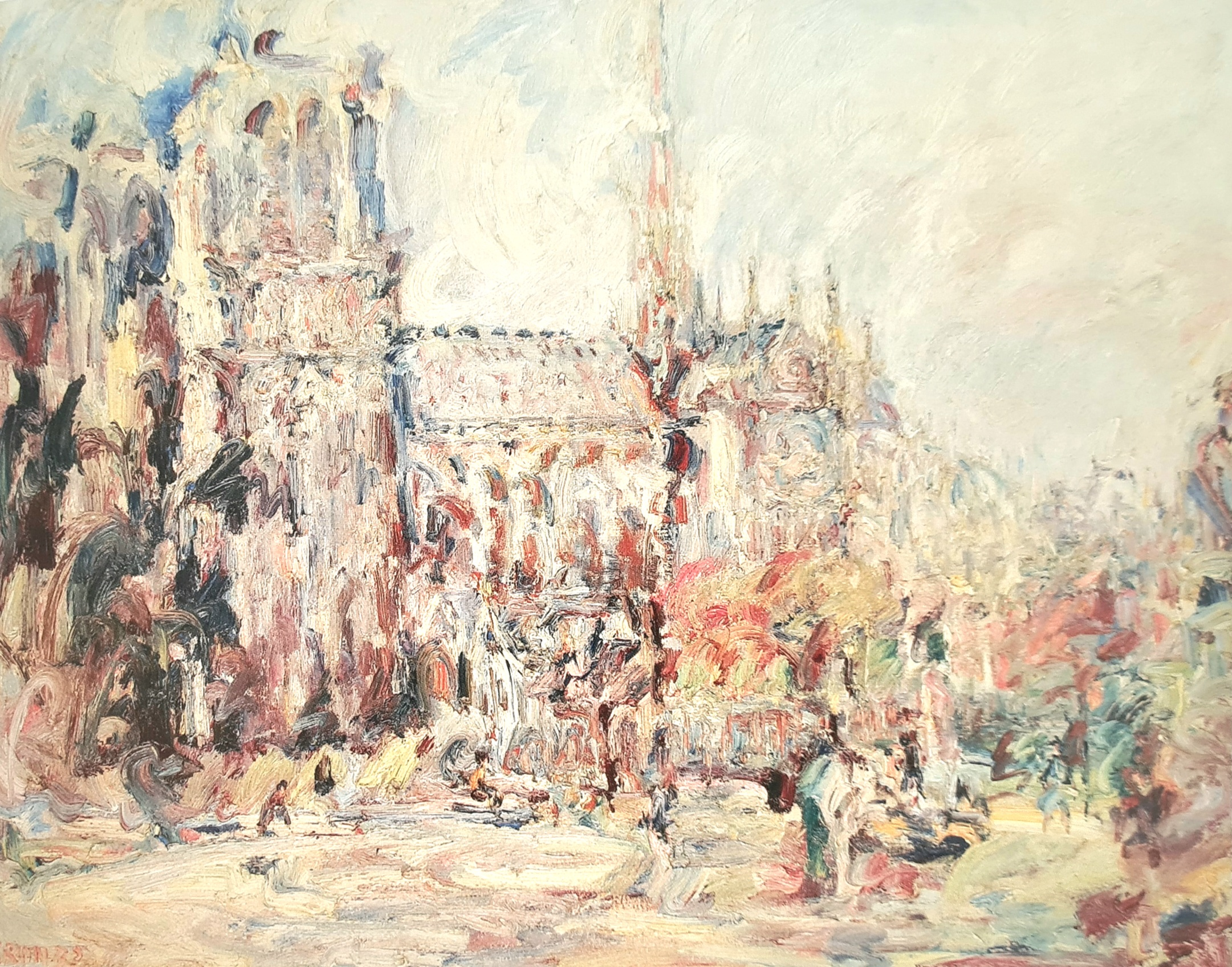
Paul Krôn, Notre-Dame vue du square René Viviani, huile sur toile, 1932. Collection particulière.
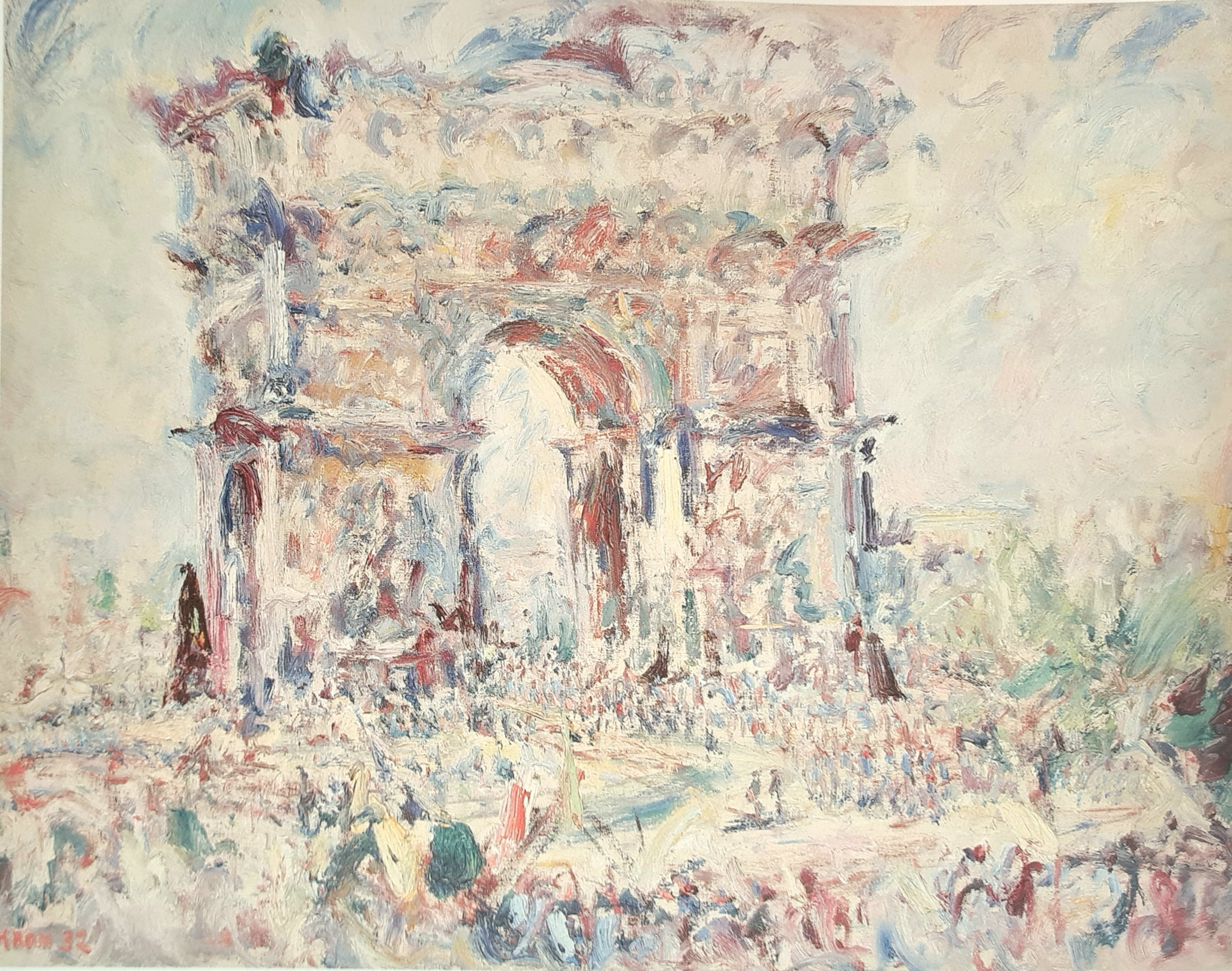
Paul Krôn, L'Art de Triomphe place de l'Étoile, huile sur toile, 1932. Collection particulière.

## Commentaires sur son œuvre
Sur l’art et l’œuvre de Paul Krôn, de nombreuses appréciations ont été données, permettant de d’appréhender sa remarquable singularité : 
- Germain Bazin déclarait ainsi en 1933 : « Si l’on veut chercher à Paul Krôn une paternité spirituelle, c’est à Claude Monet qu’on songe, au Monet des séries de Londres ou de Venise. Comme les tableaux du peintre de Giverny, les œuvres de Paul Kron sont un poème exalté de lumière ; coloriste fougueux, Paul Kron le reste cependant à la manière impressionniste en ce sens que sa couleur est une propriété de la lumière, une couleur de reflet ; c’est la lumière qu’il exalte comme le maître des Nymphéas et non la couleur, et ses gammes de tons restent celles de l’impressionnisme. Mais la fougue avec laquelle il l’exalte montre, par contre, en lui le tempérament d’un fauve. Alors qu’un tableau de Monet est un scintillement, un tableau de Paul Kron est un tourbillon lumineux [...] Le spasme, la torsion, le tourbillon sont les caractères de l’écriture plastique de ce peintre qui doit peindre dans une sorte d’état de transe où son âme sent s’entrechoquer en elle le flux et le reflux du dynamisme universel. »

- René Huyghe (1934) : « Comme les Impressionnistes, Paul Krôn sait voir dans le monde livré à la lumière les fêtes subtiles de l’impalpable, mais il demande à cette flamme plus que ses reflets. »

- Louis Vauxcelles (1934) : « Devant un Krôn, vous ne percevez dès l’abord qu’un flamboiement qui éblouit, un enchevêtrement de tons purs et diaprés, de touches furieuses [...]. Mais, à la distance optique, insistez, c’est-à-dire regardez longuement : les plans vont s’étager, les objets - masse de frondaisons, groupes de figures, nuages qui se poursuivent - prendre chacun sa place, son plan, son volume ; l’harmonie s’établit, l’équilibre s’assure ; du chaos apparent l’ordre surgit et le miracle s’opère [...] Paul Krôn est un narrateur étonnant de la fluidité [...] [Certains de ses] ouvrages sont assurés de durer ; leur spontanéité, leur jaillissement, c’est la vie même captée à sa source. En cet art, où rien n’est détaillé, mais où tout est suggéré et allusif, la vérité est profonde [...] Paul Krôn, admiré d’une élite, mal connu de la foule et des critiques, sera une des révélations de demain [...] » Et le même, l’année suivante : « Paul Krôn est un étonnant analyste de la fluidité et de l’espace [...] Si sa méthode offre quelque rapport avec celle des impressionnistes, sa technique est personnelle et son style authentique. »[13]

- René Barotte (1947) : « Ses paysages sont d’une limpidité, d’une sensibilité exquises. »[14]

- Pierre Descargues (1947) : « Paul Krôn fut un peintre partagé entre le goût des délicatesses de l’impressionnisme, des raffinements colorés [...] et le désir d’une peinture expressive, d’une peinture d’atmosphère où un grand souffle puissant et joyeux soulève les éléments du paysage. »[15]

- René Domergue (1947) : « Cet artiste prend place aujourd’hui parmi les meilleurs. »[16]

- Bernard Dorival (1947) : « [C’] est une peinture robuste [...], dense et d’un caractère décoratif somptueux. »[3]

- Charles Dornier (1947) : « L’œuvre de notre compatriote est digne [...] de prendre sa place, particulièrement éminente, dans l’histoire de l’art contemporain. »

- René Jean (1947) : « [C’] un peintre amoureux de la lumière et de ses féeries. »[2]

- Jean Saucet (1953) : « Paul Krôn, injustement méconnu, aurait dû être placé parmi les impressionnistes ; la richesse de ses coloris, l’épaisseur, disons mieux, la volupté de cette pâte doit permettre à l’œuvre de Krôn de trouver sa consécration. »[17]

- Marcel Astruc (1971) : « À mon avis, [c’]est un pur impressionniste se rattachant directement à Monet et non loin de son glorieux modèle [...] Plusieurs [de ses] toiles sont même nettement supérieures. Pour me résumer, après examen, Paul Krôn est selon moi le dernier, en date, des impressionnistes purs et simples, et, je le répète, non des moindres. »[18]

- Gérald Schurr (1971) : « Paul Krôn ne se classe dans aucune école [...] Néo-Impressionniste ? Il l’est certainement par la rapidité du coup d’œil, par le raffinement des teintes et le refus d’utiliser le noir dans sa palette, par l’art de saisir et de piéger la lumière fugitive, “ l’impression ” du moment. Réaliste ? Sans doute puisque c’est toujours la nature qui déclenche chez lui l’inspiration [...] Expressionniste ? Oui, si l’on examine la puissance de la couleur envisagée pour la volupté du regard, le dynamisme du trait qui définit. Fauve, il l’est aussi dans ce tourbillon fougueux qui entraîne la fusion des tons purs, dans ce flamboiement des rouges profonds et des jaunes ensoleillés [...] Voilà pourquoi ses toiles ont admirablement vieilli : comme Renoir, Krôn connaissait les secrets de la patine qu’apporte le temps – et de la lisibilité [...] Mais qu’on ne s’y trompe pas. En dépit de sa séduction, il ne s’agit pas d’une œuvre “ facile ” : elle exige du spectateur attention et participation [...] Paul Krôn nous laisse aujourd’hui sa meilleure part : des toiles fulgurantes qui n’ont pas fini de livrer leur secret. »[6]

- Jeanine Warnod (1981) : « Chez Krôn, le bonheur de peindre va de pair avec le tumulte intérieur. »[19]

- René Huyghe, de l’Académie française (1986) : « Quel plaisir de retrouver Krôn, une fois encore, et de constater quel rôle majeur il joue dans la lignée qui va de Monticelli au fauvisme et à l’impressionnisme. »[20]

## Expositions posthumes
- Galerie Chalom, Paris, 1971[6].

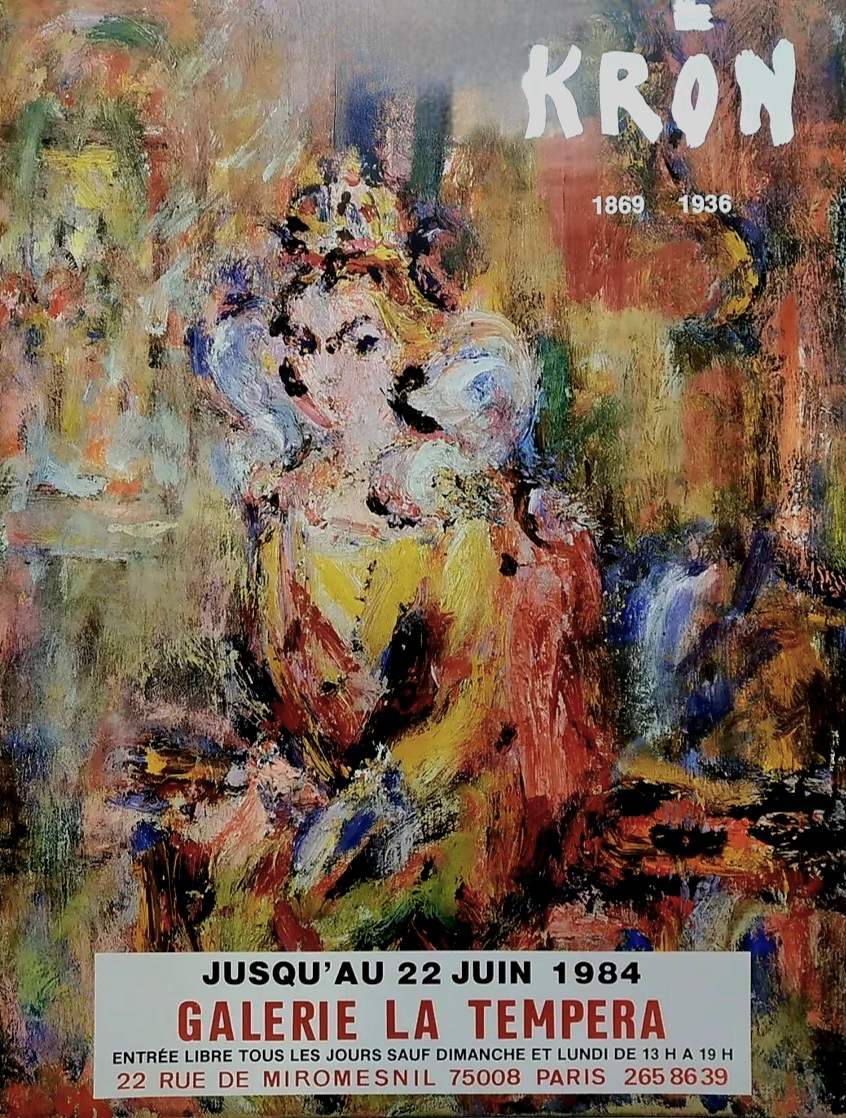
Galerie La Tempera, 1984.

- Galerie de Nevers, Paris, mai-juin 1981[1].
- Galerie La Tempera, Paris, avril-mai 1984[21].
- Galerie de l'Académie, Paris, novembre 1986[22].